# Paul Stewart (attore)
Paul Stewart, pseudonimo di Paul Sternberg (New York, 13 marzo 1908 – Los Angeles, 17 febbraio 1986), è stato un attore e regista statunitense.

## Biografia
Cresciuto a New York, Paul Stewart compì gli studi alla Columbia University e fece il suo debutto teatrale a Broadway nel 1931 con la pièce Two Seconds. Qualche anno più tardi conobbe Orson Welles, con cui iniziò a collaborare nell'ambito del Mercury Theatre, diventando uno dei primi attori della famosa compagnia teatrale fondata da Welles e John Houseman. Stewart partecipò sia come attore che come co-regista, insieme con Welles, al celebre dramma radiofonico  La guerra dei mondi, andato in onda il 30 ottobre 1938 con clamoroso riscontro da parte del pubblico statunitense, sconvolto dalla convinzione di trovarsi sotto l'attacco degli alieni.
Dopo un breve ruolo non accreditato nel film Ever Since Eve (1937), Stewart fece il suo debutto cinematografico in Quarto potere (1941), per la regia di Welles, nella parte dell'astuto maggiordomo Raymond, che assiste Charles Foster Kane nei suoi ultimi anni di vita. A questo seguirono altri ruoli di carattere in Sorvegliato speciale (1941), di Mervyn LeRoy, in cui interpretò un sinistro malvivente, e in La dama e l'avventuriero (1943), di H.C. Potter. Tuttavia, durante la prima metà degli anni quaranta, Stewart apparve sullo schermo in maniera sporadica poiché impegnato a lavorare all'Ufficio Informazioni delle Forze Armate statunitensi durante la seconda guerra mondiale.
Alla fine del decennio riprese la propria attività cinematografica, generalmente in loschi ruoli di crudeli gangster, ufficiali traditori o incompetenti, favorito da un particolare tono di voce gutturale. Tra le sue migliori interpretazioni, quella di Tommy Haley, manager di Kirk Douglas, nel film Il grande campione (1949), del Maggiore "Doc" Kaiser in Cielo di fuoco (1949), di Harry Thompson nel dramma giornalistico L'ultima minaccia (1952), e di Syd Murphy nel melodramma Il bruto e la bella (1952).
Attivo sul piccolo schermo dagli anni cinquanta, partecipò a numerosi episodi di serie televisive quali Alfred Hitchcock presenta (1960), Il dottor Kildare (1964), Carovane verso il West (1965), Perry Mason (1964-1966), Tony e il professore (1969), Missione impossibile (1969). Occasionalmente fu anche regista, come in Ai confini della realtà (1962) e La parola alla difesa (1962), direttore di provini, di seconda troupe e teatrale. Numerose le sue apparizioni televisive anche negli anni settanta, in particolare nelle serie Gunsmoke (1970), Colombo (1973), Le strade di San Francisco (1975), Ellery Queen (1975) e Cannon (1974-1975).
Tra le ultime apparizioni sul grande schermo di Stewart, vanno ricordate quelle nei film F come falso (1973) di Orson Welles, Il giorno della locusta (1975) di John Schlesinger, W.C. Fields and Me (1976), in cui interpretò il ruolo di Florenz Ziegfeld, La sera della prima (1977) di John Cassavetes, La vendetta della Pantera Rosa (1978) e S.O.B. (1981) di Blake Edwards.

## Vita privata
Paul Stewart sposò nel 1939 l'attrice e cantante di big band Peg La Centra. Il matrimonio durò fino alla morte dell'attore, avvenuta il 17 febbraio 1986, all'età di 77 anni, per un attacco cardiaco.

## Filmografia

### Cinema
- Ever Since Eve, regia di Lloyd Bacon (1937) (non accreditato)
- Quarto potere (Citizen Kane), regia di Orson Welles (1941)
- Sorvegliato speciale (Johnny Eager), regia di Mervyn LeRoy (1941)
- La dama e l'avventuriero (Mr. Lucky), regia di Henry C. Potter (1943)
- Se non ci fossimo noi donne (Government Girl), regia di Dudley Nichols (1943)
- Il treno ferma a Berlino (Berlin Express), regia di Jacques Tourneur (1948) (narratore, non accreditato)
- Il grande campione (Champion), regia di Mark Robson (1949)
- Trafficanti di uomini (Illegal Entry), regia di Frederick De Cordova (1949)
- La finestra socchiusa (The Window), regia di Ted Tetzlaff (1949)
- Il gigante di New York (Easy Living), regia di Jacques Tourneur (1949)
- Cielo di fuoco (Twelve O'Clock High), regia di Henry King (1949)
- La porta dell'inferno (Edge of Doom), regia di Mark Robson (1950)
- Ormai ti amo (Walk Softly, Stranger), regia di Robert Stevenson (1950)
- Il cerchio di fuoco (Appointment with Danger), regia di Lewis Allen (1951)
- L'ultima minaccia (Deadline - U.S.A.), regia di Richard Brooks (1952)
- Carabina Williams (Carbine Williams), regia di Richard Thorpe (1952)
- Banditi senza mitra (Loan Shark), regia di Seymour Friedman (1952)
- Matrimoni a sorpresa (We're Not Married!, regia di Edmund Goulding (1952)
- Il bruto e la bella (The Bad and the Beautiful), regia di Vincente Minnelli (1952)
- I perseguitati (The Juggler), regia di Edward Dmytryk (1953)
- The Joe Louis Story, regia di Robert Gordon (1953)
- Prisoner of War, regia di Andrew Marton (1954)
- Così parla il cuore (Deep in My Heart), regia di Stanley Donen (1954)
- Un bacio e una pistola (Kiss Me Deadly), regia di Robert Aldrich (1955)
- La tela del ragno (The Cobweb), regia di Vincente Minnelli (1955)
- Il sindacato di Chicago (Chicago Syndicate), regia di Fred F. Sears (1955)
- La baia dell'inferno (Hell on Frisco Bay), regia di Frank Tuttle (1955)
- L'uomo dalla forza bruta (The Wild Party), regia di Harry Horner (1956)
- Sì, signor generale (Top Secret Affair), regia di H.C. Potter (1957)
- La via del male (King Creole), regia di Michael Curtiz (1958)
- Oltre ogni limite (Flor de mayo), regia di Roberto Gavaldón (1959)
- Gli esclusi (A Child is Waiting), regia di John Cassavetes (1963)
- La più grande storia mai raccontata (The Greatest Story Ever Told), regia di George Stevens (1965)
- A sangue freddo (In Cold Blood), regia di Richard Brooks (1967)
- Il mosaico del crimine (Jigsaw), regia di James Goldstone (1968)
- How to Commit Marriage, regia di Norman Panama (1969)
- Alla larga amigos... oggi ho il grilletto facile (Los fabulosos de Trinidad), regia di Ignacio F. Iquino (1972)
- F come falso (F for Fake), regia di Orson Welles (1973) (partecipazione speciale nel ruolo di se stesso)
- Il giorno della locusta (The Day of the Locust), regia di John Schlesinger (1975)
- La gemma indiana (Murpf the Surf), regia di Marvin J. Chomsky (1975)
- Stringi i denti e vai! (Bite the Bullet), regia di Richard Brooks (1975)
- W.C. Fields and Me, regia di Arthur Hiller (1976)
- La sera della prima (Opening Night), regia di John Cassavetes (1977)
- La vendetta della Pantera Rosa (Revenge of the Pink Panther), regia di Blake Edwards (1978)
- S.O.B., regia di Blake Edwards (1981)
- La tempesta (Tempest), regia di Paul Mazursky (1982)
- The Other Side of the Wind, regia di Orson Welles

### Televisione
- The Ford Theatre Hour – serie TV, 1 episodio (1949)
- Suspense – serie TV, 1 episodio (1950)
- The Prudential Family Playhouse – serie TV, 1 episodio (1950)
- Lights Out – serie TV, episodio 3x28 (1951)
- Faith Baldwin Romance Theatre – serie TV, 1 episodio (1951)
- Inner Sanctum – serie TV, 2 episodi (1954)
- Top Secret – serie TV, 1 episodio (1954)
- TV Reader's Digest – serie TV, episodi 1x11-2x38 (1955-1956)
- Playhouse 90 – serie TV, 1 episodio (1956)
- On Trial – serie TV, 1 episodio (1957)
- Climax! – serie TV, 2 episodi (1957)
- Panico (Panic!) – serie TV, episodio 2x12 (1958)
- Alcoa Theatre – serie TV, 1 episodio (1958)
- Johnny Staccato – serie TV, episodio 1x20 (1960)
- Alfred Hitchcock presenta (Alfred Hitchcock Presents) – serie TV, episodio 5x23 (1960)
- Michael Shayne – serie TV, 8 episodi (1960-1961) (come regista)
- The Asphalt Jungle – serie TV, 1 episodio (1961)
- Lotta senza quartiere (Cain's Hundred) – serie TV, 1 episodio (1961)
- Ai confini della realtà (The Twilight Zone) (1962) (come regista)
- La parola alla difesa (The Defenders) (1962) (come regista)
- Breaking Point – serie TV, 1 episodio (1963)
- Polvere di stelle (Bob Hope Presents the Chrysler Theatre – serie TV, 1 episodio (1964)
- Il dottor Kildare (Dr. Kildare) – serie TV, 3 episodi (1964)
- Carovane verso il West (Wagon Train) – serie TV, 1 episodio (1965)
- Profiles in Courage – serie TV, 1 episodio (1965)
- Perry Mason – serie TV, 2 episodi (1964-1966)
- Il ladro (T.H.E. Cat) – serie TV, 1 episodio (1966)
- Una famiglia si fa per dire (Accidental Family) – serie TV, 1 episodio (1968)
- Tony e il professore (My Friend Tony) – serie TV, 1 episodio (1969)
- The Outsider – serie TV, episodio 1x21 (1969)
- Missione impossibile (Mission: Impossible) – serie TV, 1 episodio (1969)
- The Survivors – serie TV, 1 episodio (1969)
- Operazione ladro (It Takes a Thief) – serie TV, 1 episodio (1970)
- Gunsmoke – serie TV, 1 episodio (1970)
- Mod Squad, i ragazzi di Greer (The Mod Squad) – serie TV, 1 episodio (1970)
- The Governor & J.J. – serie TV, 1 episodio (1970)
- Uomini di legge (Storefront Lawyers) – serie TV, 1 episodio (1970)
- The Bold Ones: The Senator – serie TV, 2 episodi (1970)
- Mannix – serie TV, 3 episodi (1968-1970)
- Hawaii Squadra Cinque Zero (Hawaii Five-O) – serie TV, 1 episodio (1971)
- Reporter alla ribalta (The Name of the Game) – serie TV, 4 episodi (1969-1971)
- Giovani avvocati (The Young Lawyers) – serie TV, episodio 1x21 (1971)
- Ironside – serie TV, 2 episodi (1969-1971)
- Medical Center – serie TV, 1 episodio (1971)
- McMillan e signora (McMillan & Wife) – serie TV, 2 episodi (1971)
- La città degli acquanauti (City Beneath the Sea), regia di Irwin Allen – film TV (1971)
- Sesto senso (The Sixth Sense) – serie TV, 1 episodio (1972)
- The Doris Day Show – serie TV, 1 episodio (1973)
- Colombo (Columbo) – serie TV, episodio 2x8 (1973)
- F.B.I. (The F.B.I.) – serie TV, 1 episodio (1973)
- Le strade di San Francisco (The Streets of San Francisco) – serie TV, 1 episodio (1975)
- Caribe – serie TV, 1 episodio (1975)
- L'uomo invisibile (The Invisible Man) – serie TV, 1 episodio (1975)
- Ellery Queen – serie TV, episodio 1x05 (1975)
- Cannon – serie TV, 2 episodi (1974-1975)
- Matt Helm – serie TV, 1 episodio (1975)
- Bert D'Angelo Superstar – serie TV, 1 episodio (1976)
- Agenzia Rockford (The Rockford Files) – serie TV, 1 episodio (1977)
- Lou Grant – serie TV, 1 episodio (1979)
- Mai dire sì (Remington Steele) – serie TV, 1 episodio (1983)
- MacGyver – serie TV, episodio 1x01 (1985)

## Doppiatori italiani
Nelle versioni in italiano dei suoi film, Paul Stewart è stato doppiato da:
- Bruno Persa in La dama e l'avventuriero, La porta dell'inferno, Il bruto e la bella, La tela del ragno, Sì signor generale, La via del male, La baia dell'inferno
- Stefano Sibaldi in Il gigante di New York, L'ultima minaccia, Banditi senza mitra
- Sandro Ruffini in Cielo di fuoco, Il cerchio di fuoco
- Manlio Busoni in Se non ci fossimo noi donne...!
- Giorgio Capecchi in Il grande campione
- Nino Pavese in Carabina Williams
- Augusto Marcacci in Sindacato di Chicago
- Gualtiero De Angelis in Gli esclusi
- Cesare Barbetti in Quarto potere (ridoppiaggio)
- Gino Baghetti in A sangue freddo
- Roberto Villa in La sera della prima
- Roberto Bertea in La vendetta della Pantera Rosa
- Manlio Guardabassi in Ellery Queen
- Giuseppe Fortis in Un bacio e una pistola (ridoppiaggio)